# Feberboken
Feberboken: Stoffet till en roman är en roman av Stina Aronson under pseudonymen Mimmi Palm. Det är en delvis självbiografisk historia om kärlek, litteratur, och författarinnans förhållande med den unge Artur Lundkvist. Den utgavs första gången 1931

## Handling
Feberboken är till viss del en brevroman, med vilket menas att handlingen delges läsaren genom brevväxling huvudkaraktärerna emellan. Mimmi är romanens berättarröst och det är primärt ur hennes synvinkel som historien skildras. Hugos tankar delges läsaren via dennes brev till Mimmi.
Både Mimmi och Hugo är författare till yrket. Mimmis texter får dock dåliga recensioner, medan Hugo är desto mer lyckosam i sin litterära karriär och beskrivs som den store poeten. 
Handlingen tar avstamp i att Mimmi och Hugo har en sexuell relation. Hugo pendlar mellan att vistas i Stockholm och Paris och för att kunna hålla kontakten med Mimmi inleder de två en brevväxling. Hugo vill att Mimmi ska besöka honom i Paris, något Mimmi ställer sig ovillig till.
Romanen avslutas med att relationen mellan Mimmi och Hugo avbryts. 

## Karaktärer
- Mimmi, romanens protagonist. Aronsons delvis självbiografiska karaktär som har ett förhållande med Hugo L.
- Hugo L., Mimmis älskare. Motsvaras i verkligheten av Artur Lundkvist.

## Utgåvor
Feberboken har getts ut två gånger. Första gången var 1931 på Albert Bonniers Förlag. Efter att ha legat i glömska under många år utgavs romanen på nytt 2005 av Rosenlarv Förlag med förord av Ebba Witt-Brattström. Nyutgåvan mottogs med goda recensioner.